# Metropolia greco-ortodossa di San Francisco
La metropolia greco-ortodossa di San Francisco (lingua inglese: Greek Orthodox Metropolis of San Francisco; lingua greca: Ἱερὰ Μητρόπολις Ἁγίου Φραγκίσκου) è una circoscrizione ecclesiastica dell'arcidiocesi greco-ortodossa d'America sotto la guida spirituale e la giurisdizione del patriarcato ecumenico di Costantinopoli.
Dal 2005 è metropolita di San Francisco Gerasimo Michaleas.

## Territorio
La metropolia comprende 67 parrocchie nella parte occidentale dell'Arcidiocesi d'America e si estende sugli stati americani dell'Alaska, dell'Arizona, della California, delle Hawaii, del Nevada, dell'Oregon e di  Washington.
Sede del metropolita è la città di San Francisco, dove si trova la cattedrale dell'Annunciazione.
Nel territorio sorgono anche tre importanti centri monastici: il monastero di Sant'Antonio a Florence in Arizona; il monastero della Theotokos a Dunlap in California; e il monastero di San Giovanni il Precursore a Goldendale nello stato di Washington.

## Storia
La diocesi greco-ortodossa di San Francisco venne eretta il 17 maggio 1922 e costituiva una delle tre diocesi, assieme a quelle di Boston e di Chicago, dell'Arcidiocesi del Nord e Sudamerica con sede a New York. A causa di dispute interne, lo status di autonomia dell'Arcidiocesi venne revocato e le tre diocesi furono soppresse il 10 gennaio 1931.
Successivamente, per il costante e progressivo aumento di comunità greco-ortodosse, il territorio americano fu suddiviso in distretti (Archdiocesan districts), a capo dei quali furono posti dei vescovi titolari (Assistant Bishops) per la cura pastorale dei fedeli.
In seguito alla riorganizzazione delle chiese greco-ortodosse americane, il 15 marzo 1979 la diocesi di San Francisco fu ristabilita sotto l'autorità dell'arcivescovo d'America; il 20 dicembre 2002 la diocesi è stata elevata al rango di sede metropolitana.

## Cronotassi[3]
- Callisto Papageorgopoulos † (7 agosto 1927 - novembre 1940 deceduto)[5]
  - Ireneo Tsourounakis † (18 novembre 1941 - 2 giugno 1944 deceduto) (vescovo titolare)
  - Atenagora Kokkinakis † (1950 - 1955) (vescovo titolare di Elea)[2]
  - Demetrio Makris † (1955 - 1968) (vescovo titolare di Olimpo)[2]
  - Melezio Tripodakis † (1968 - 1979) (vescovo titolare di Cristianopoli)[2]
- Antonio Gergiannakis † (15 marzo 1979 - 25 dicembre 2004 deceduto)
- Gerasimo Michaleas, dal 22 febbraio 2005